# 올림픽 조지아 선수단
올림픽 조지아 선수단은 조지아를 대표하여 올림픽에 참가하는 선수단이다. 조지아는 1994년 독립 국가로 올림픽에 처음 참가한 이후 매년 하계 올림픽과 동계 올림픽에 선수단을 파견해 왔다.
이전에 조지아 선수들은 1952년부터 1988년까지 올림픽에 소련의 일원으로 참가했고, 소련이 해체된 후 조지아는 1992년에 통일팀의 일원이 되었다.
조지아 선수들은 주로 레슬링, 유도, 역도에서 총 40개의 메달을 획득했다.
조지아 국가 올림픽 위원회는 1989년에 창설되었고 1993년에 국제 올림픽 위원회의 승인을 받았다.

## 같이 보기
- 조지아 국가 올림픽 위원회
- 분류:조지아의 올림픽 참가 선수

## 참고 자료
- (영어) “Georgia”. SR/Olympic Sports. 2016년 6월 24일에 원본 문서에서 보존된 문서. 2011년 10월 30일에 확인함.